# Julija Wiktorowna Snigir

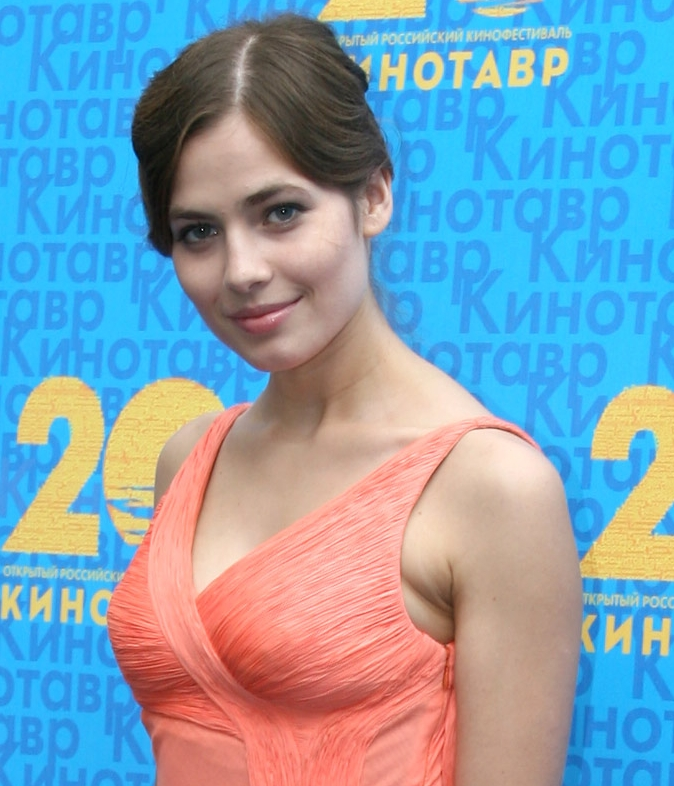
Julija Snigir, 2009

Julija Wiktorowna Snigir (russisch Юлия Викторовна Снигирь; * 2. Juni 1983 in Donskoi) ist eine russische Schauspielerin und Model.

## Leben
Eigentlich eine professionelle Schachspielerkarriere vor Augen, zog Julija Snigir nach Moskau, wo sie einen Studienplatz an der Staatlichen Pädagogischen Universität erhielt. Um ihr Studium zu finanzieren, arbeitete sie als Englischlehrerin. Eher zufällig wurde sie dabei als Model entdeckt. Erfolge im Modelbusiness konnte sie vor allem in Frankreich feiern, wo sie das Gesicht von L’Oréal, Mexx Clothing und Mexx Perfume wurde.
Ihre Schauspielkarriere begann, als sich Snigir bei der dem renommierten Wachtangow-Theater angegliederten Moskauer Schtschukin-Theaterhochschule bewarb. Ihre erste größere Rolle hatte sie in dem russischen Science-Fiction-Film Dark Planet: The Inhabited Island. Internationale Bekanntheit erlangte sie durch ihre Rolle im Hollywoodfilm Stirb langsam – Ein guter Tag zum Sterben.

## Filmografie (Auswahl)
- 2007: Finish
- 2009: Dark Planet: The Inhabited Island (Obitaemyy ostrov)
- 2009: Dark Planet: Rebellion (Obitaemyy ostrov. Skhvatka)
- 2013: Stirb langsam – Ein guter Tag zum Sterben (A Good Day to Die Hard)
- 2014: Freezer – Rache eiskalt serviert (Freezer)
- 2024: Der Meister und Margarita (Мастер и Маргарита)